# Malinconico a metà
Malinconico a metà è un brano musicale del gruppo musicale pop rock italiano Modà, pubblicato come secondo singolo estratto dall'album Quello che non ti ho detto il 20 ottobre 2006 dall'etichetta discografica Around the Music Italy.

## Il video
Il video musicale prodotto per Malinconico a metà è stato diretto da Stefano Bertelli per la Ron Multimedia, ed è stato reso disponibile la settimana successiva all'uscita del singolo. Come il precedente video di Quello che non ti ho detto (Scusami), anche in questo caso le riprese sono state effettuate a Verona.

## Tracce
Download digitale
1. Malinconico a metà - 3:16